# Titus Peducaeus
Titus Peducaeus est un sénateur de la fin de la République romaine, consul en 35 av. J.-C.

## Famille
Membre d'une famille sénatoriale de la fin de la République, la carrière de Titus Peducaeus est largement inconnue ou incertaine. La confusion dans les sources signifie que les évènements auxquels a participé un Peducaeus peuvent être le fait de plusieurs individus de la même famille.

## Biographie
Il est peut-être le gouverneur césarien de la Corse-Sardaigne en 48 av. J.-C., bien qu'Appien donne le prénom de Sextus à ce magistrat, mais cela a été remis en question par des historiens modernes.
En 40 av. J.-C., il est peut-être un légat de Lucius Antonius en Hispanie.
En 35 av. J.-C., il est nommé consul suffect, remplaçant Lucius Cornificius.